# Лёффлер, Фридрих
Фридрих Август Иоганн Лёффлер (нем. Friedrich August Johannes Loeffler; 24 июня 1852, Франкфурт-на-Одере — 9 апреля 1915, Берлин) — немецкий бактериолог и гигиенист. Один из основоположников медицинской микробиологии. В 1882 году открыл возбудителя сапа. В 1884 году выделил в чистой культуре возбудителя дифтерии, открытого Эдвином Клебсом (дифтерийная палочка Клебса — Лёффлера). В 1891 году открыл бактерии мышиного тифа и использовал их для борьбы с полевыми мышами.

## Биография
Медицинское образование получил в Вюрцбурге и Берлине, служил военным врачом, с 1888 года профессор гигиены в Грайфсвальдском университете. С 1901 года член имперского совета охранения здоровья. Лёффлер в течение многих лет работал под руководством Роберта Коха и сделал несколько замечательных открытий в области патогенных бактерий. В опубликованной им в 1881 году работе «Zur Immunitätsfrege» Лёффлер впервые непреложно доказал возникновение иммунитета от прививки кролику бациллы мышиной септицемии. Вместе с Шюцем он открыл бацилл сапа («Die Aetiologie der Rotzkrankheiten» в «Arb. а. d. K. Ges.-Amt», I, 1886). Ему же принадлежит открытие бацилла дифтерита у людей, голубей и телят («Untersuchungen über die Bedeutung der Mikroorganismen für die Entstehung der Diphtherie beim Menschen, bei der Taube und beim Kalbe» в «Mitt. a. d. K. Ges.-Amt», II, 1884, «Ergebnisse weiterer Untersuchungen über Diphtherie-Bacillen» в «Ctrlbl. f. Bakt.», II, 1887, «Zur Therapie der Diphtherie» в «Deut. medic. Wochensch.», 1891). В 1886 году им были открыты бациллы рожистого воспаления и чумы у свиней, в 1891 году бацилл тифа у мышей. Лёффлер и Фрош описали в 1897 году возбудителя ящура, который по размеру был меньше чем бактерия. Это был первый описанный вирус животных (за 10 лет до этого был описан первый вирус растений — вирус табачной мозаики). Вместе с Уленгутом Лёффлер разработал методы иммунизирования против ящура и копытной болезни. Лёффлер вместе с Ульвормом основал в 1887 году журнал «Centralblatt für Bactériologie und Parasitenkunde».

## Публикации
- «Vorlesungen über die geschichtliche Entwickelung der Lehre von den Bakterien» (Лейпциг, 1887); *"Das Wasser und die Mikroorganismen" («Handb. der Hygiene» Th. Weyl’a, 1896);
- «Die Malariakrankheiten» (в «Deutsche Klinik» Клемперера и Лейдена, Вена, 1903),
- «Die Schutzimpfung gegen Maul- und Klauenseuche» (в юбилейном издании в честь Р. Коха, Йена, 1903).